# Lanciego
Lanciego (baskijski: Lantziego) – gmina w Hiszpanii, w prowincji Araba, w Kraju Basków, o powierzchni 24,2 km². W 2011 roku gmina liczyła 685 mieszkańców.